# August Macke
August Macke (Meschede, 3 gennaio 1887 – Perthes-lès-Hurlus, 26 settembre 1914) è stato un pittore tedesco, uno degli esponenti principali del movimento espressionista tedesco Der Blaue Reiter (Il cavaliere blu).
Macke visse durante un periodo particolarmente innovativo per l'arte tedesca che vide lo sviluppo dei principali movimenti espressionisti tedeschi nonché l'arrivo dei successivi movimenti di avanguardia che si stavano formando nel resto d'Europa. Come un vero artista del suo tempo, Macke sapeva come integrare nei suoi quadri gli elementi dell'avanguardia che più lo interessavano.
Macke nacque a Meschede in Germania. Suo padre, August Friedrich Hermann Macke (1845-1904), era un imprenditore edile e sua madre, Maria Florentine, nata Adolph (1848-1922), proveniva da una famiglia contadina della regione tedesca del Sauerland. La famiglia visse nella Brüsseler Strasse fino a che August compì 13 anni. Macke trascorse la maggior parte della sua vita creativa a Bonn, ad eccezione di alcuni periodi passati sul lago di Thun in Svizzera e di diversi viaggi a Parigi, Italia, Paesi Bassi e Tunisia.
A Parigi, dove si recò per la prima volta nel 1907, Macke vide l'opera degli impressionisti. Poco dopo mosse a Berlino, dove passò qualche mese nello studio di Lovis Corinth. Il suo stile si formò alla maniera dell'impressionismo francese e del post-impressionismo, e più avanti attraversò un periodo fauve. Nel 1909 sposò Elizabeth Gerhardt. Nel 1910, grazie all'amicizia con Franz Marc, Macke incontrò Kandinsky e per un breve lasso di tempo condivise l'estetica non-oggettuale e gli interessi mistici e simbolici del gruppo Der Blaue Reiter.
L'incontro con Robert Delaunay, avvenuto nel 1912 a Parigi, rappresentò per Macke una sorta di rivelazione. Il cubismo cromatico di Delaunay, che Apollinaire aveva definito orfismo, influenzò la produzione artistica di Macke da lì in avanti. Le sue Vetrine possono essere considerate un'interpretazione personale delle Finestre di Delaunay, combinate con la simultaneità di immagini che si trovano nel futurismo italiano. L'atmosfera esotica della Tunisia, dove Macke si recò nel 1914 con Paul Klee e Louis Moilliet, fu fondamentale per la creazione dell'approccio luminista del suo periodo finale durante il quale produsse una serie di opere ora considerate dei capolavori.
La breve carriera di Macke fu interrotta bruscamente dalla sua prematura scomparsa al fronte della prima guerra mondiale nel settembre del 1914.

## Opere
- 1905, Angler am Rhein

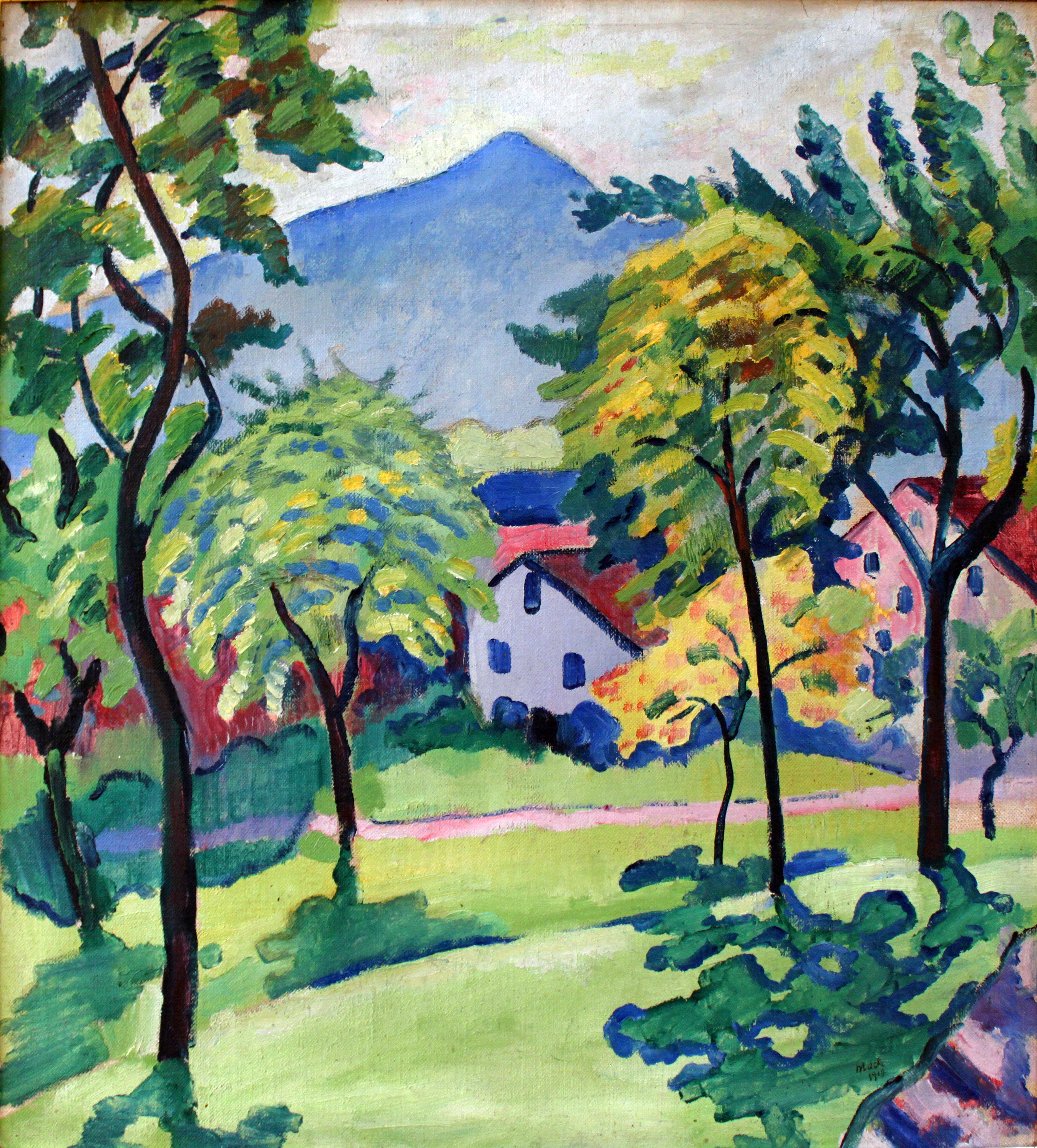
Paesaggio presso la Tegernsee, 1910, Germanisches Nationalmuseum

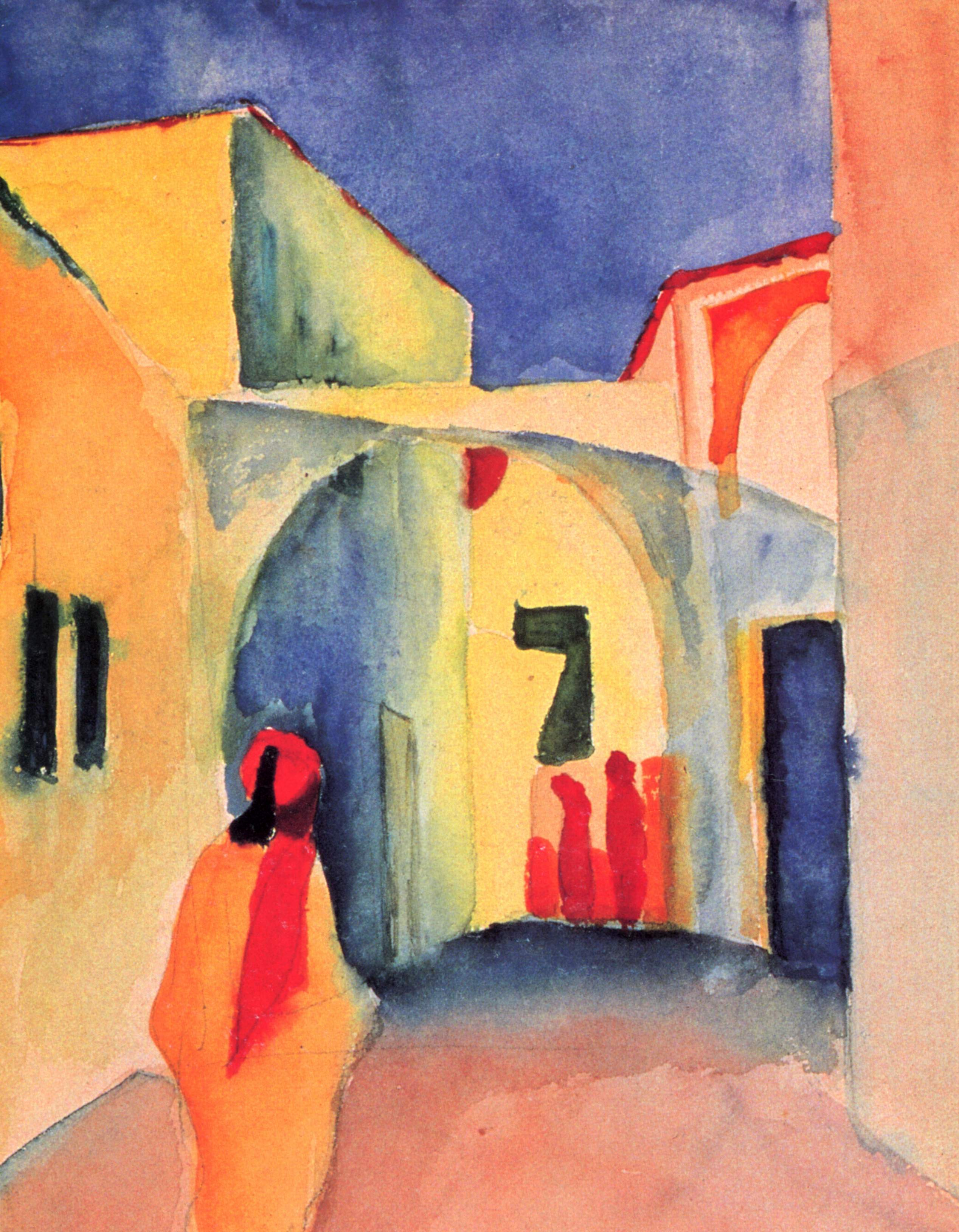
Blick in eine Gasse, 1914

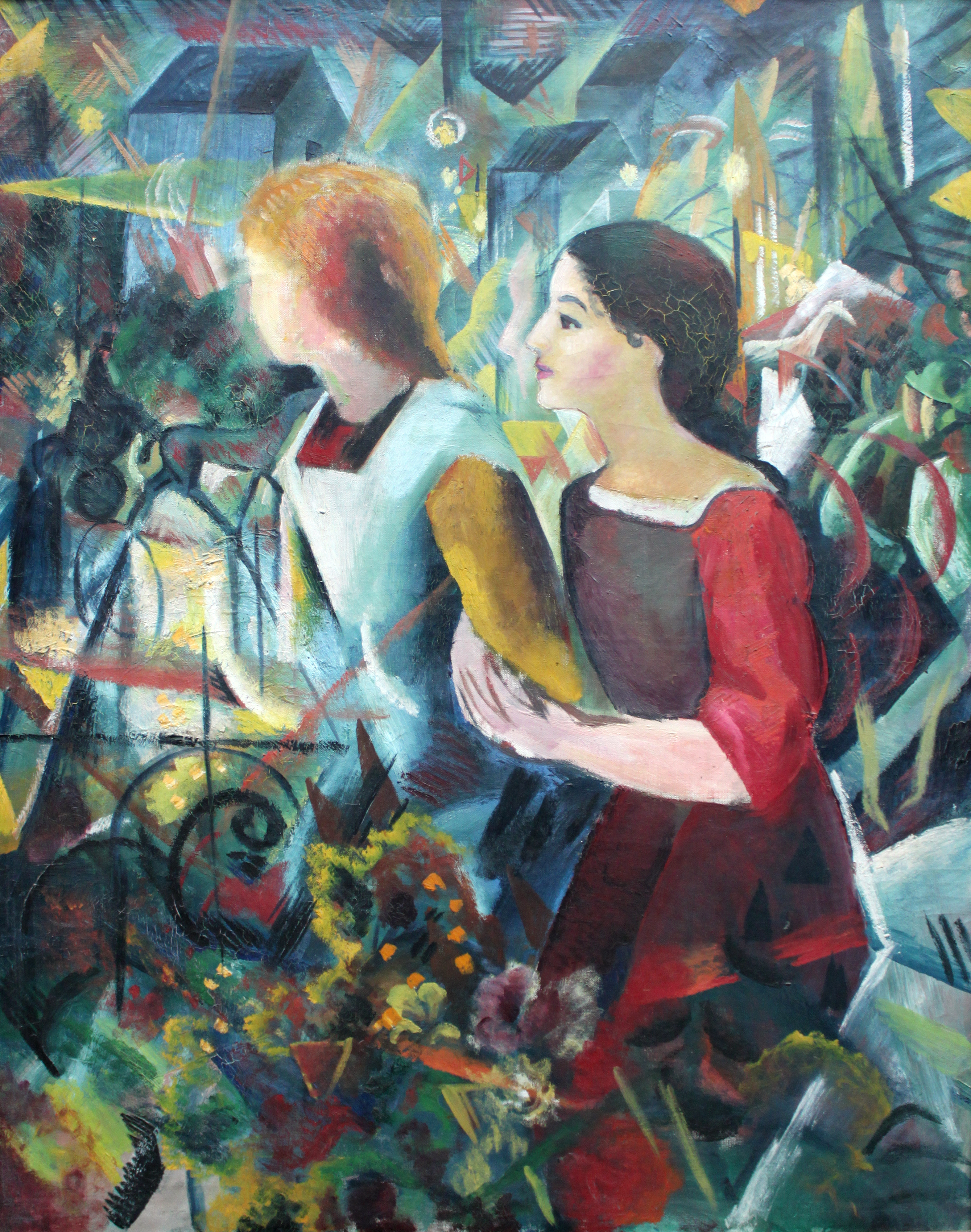
Due ragazze, 1913, Städelsches Kunstinstitut

- 1909, Selbstportrait mit Hut, Städtisches Kunstmuseum Bonn
- 1910, Akt mit Korallenkette, Sprengel Museum Hannover
- 1910, Bildnis Franz Marc, Neue Nationalgalerie Berlin
- 1911, Marienkirche im Schnee, Hamburger Kunsthalle
- 1911, Dorfstraße mit Kirche in Kandern, Museum für Neue Kunst Freiburg
- 1911, Der Sturm, Saarland-Museum, Saarbrücken
- 1911, Gemüsefelder, Städtisches Kunstmuseum Bonn
- 1912, Großes helles Schaufenster, Sprengel Museum, Hannover
- 1912, Farbige Komposition (Hommage á Johann Sebastian Bach)
- 1913, Farbige Formen I, Westfälisches Landesmuseum, Münster
- 1913, Sonniger Weg, Westfälisches Landesmuseum Münster
- 1913, Promenade in Braun und Grün, Clemens-Sels-Museum, Neuss
- 1913, Farbige Formen II, Wilhelm-Hack-Museum, Ludwigshafen
- 1914, Reiter und Spaziergänger in der Allee, Museum am Ostwall, Dortmund
- 1914, Beflaggte Kirche, Städtisches Museum Mülheim an der Ruhr
- 1914, Hutladen, Museum Folkwang, Essen
- 1914, Kathedrale zu Freiburg in der Schweiz, Kunstsammlung NRW, Düsseldorf
- 1914, Rotes Haus im Park Städtisches Kunstmuseum, Bonn
- 1914, Seiltänzer, Städtisches Kunstmuseum, Bonn
- 1914, Promenade, Staatsgalerie Stuttgart
- 1914, Lesender Mann im Park, Museum Ludwig, Köln
- 1914, Blick in eine Gasse, Städtisches Museum